# Sebastes flavidus
Sebastes flavidus is een straalvinnige vis uit het geslacht Sebastes en behoort daarom tot de orde schorpioenvisachtigen (Scorpaeniformes), die voorkomt in het noordoosten en het oosten van de Grote Oceaan.

## Anatomie
Sebastes flavidus kan maximaal 66 cm lang en 2510 gram zwaar worden. De hoogst geregistreerde leeftijd 64 jaar. 
De vis heeft één rugvin met 13 stekels 14-16 vinstralen en één aarsvin met drie stekels en zeven vinstralen. 

## Leefwijze
Sebastes flavidus is een zoutwatervis die voorkomt in een gematigd klimaat. De diepte waarop de soort voorkomt is maximaal 549 m onder het wateroppervlak. 
Het dieet van de vis bestaat hoofdzakelijk uit dierlijk voedsel. Hij voedt zich met macrofauna en jaagt ook op vis.

## Relatie tot de mens
Sebastes flavidus is voor de visserij van aanzienlijk commercieel belang. Bovendien wordt er op de vis gejaagd in de hengelsport. De soort kan worden bezichtigd in sommige openbare aquaria. 
De soort komt niet voor op de Rode Lijst van de IUCN. 